# Journal of Atmospheric and Solar-Terrestrial Physics
Le Journal of Atmospheric and Solar-Terrestrial Physics est une revue mensuelle internationale à comité de lecture pour les problèmes de sciences de l'atmosphère et de l'environnement solaire. Elle est publiée en anglais par Elsevier. Son facteur d'impact en 2022 est 2.119 selon le Journal Citation Reports.
Elle a été fondée en 1950 par Edward Victor Appleton sous le titre Journal of Atmospheric and Terrestrial Physics et a été longtemps sponsorisée par l'union radio-scientifique internationale.